# Discografia dei Miranda!
Questa pagina contiene la discografia de Miranda!, che al 2023 è composta da diciannove album di cui nove di inediti, quattro raccolte e sei dal vivo, due EP e numerosi singoli. I dischi del gruppo musicale sono stati pubblicati dall'etichetta discografica Pelo Music fino al 2016, mentre la produzione successiva è stata pubblicata dalla Sony Music.

## Album

### Studio
| Anno | Titolo | Posizione | Posizione | Posizione | Certificazioni                                             |
| Anno | Titolo | ARG       | MX        | SPA       | Certificazioni                                             |
| ---- | --- | --------- | --------- | --------- | ---------------------------------------------------------- |
| 2002 | Es mentira - Pubblicazione: 2002 - Etichetta: Pelo Music - Formati: CD                                             | -         | -         | -         |                                                            |
| 2004 | Sin restricciones - Pubblicazione: 21 settembre 2004 - Etichetta: Pelo Music - Formati: CD                         | -         | 11        | -         | - AMPROFON (Messico): Platino - CAPIF (Argentina): Platino |
| 2007 | El disco de tu corazón - Pubblicazione: maggio 2007 - Etichetta: Pelo Music - Formati: CD, download digitale       | 1         | 29        | -         |                                                            |
| 2009 | Miranda es imposible! - Pubblicazione: 24 agosto 2009 - Etichetta: Pelo Music - Formati: CD, download digitale     | -         | 70        | -         |                                                            |
| 2011 | Magistral - Pubblicazione: 13 settembre 2011 - Etichetta: Pelo Music - Formati: CD, download digitale              | -         | 92        | 90        |                                                            |
| 2014 | Safari - Pubblicazione: 22 luglio 2014 - Etichetta: Pelo Music - Formati: CD, download digitale, streaming         | -         | -         | 96        |                                                            |
| 2017 | Fuerte - Pubblicazione: 21 aprile 2017 - Etichetta: Sony Music - Formati: CD, download digitale, streaming         | 18        | -         | -         |                                                            |
| 2021 | Souvenir - Pubblicazione: 7 maggio 2021 - Etichetta: Sony Music - Formati: CD, download digitale, streaming        | -         | -         | -         |                                                            |
| 2023 | Hotel Miranda! - Pubblicazione: 19 aprile 2023 - Etichetta: Sony Music - Formati: CD, download digitale, streaming | -         | -         | -         |                                                            |

### Raccolte
| Anno | Titolo | Posizione | Posizione | Posizione | Certificazioni             |
| Anno | Titolo | ARG       | MX        | SPA       | Certificazioni             |
| ---- | --- | --------- | --------- | --------- | -------------------------- |
| 2008 | El templo del pop - Pubblicazione: 1 aprile 2008 - Etichetta: Pelo Music - Formati: CD                          | -         | -         | -         | - PROMUSICAE (Spagna): Oro |
| 2016 | El templo del pop 2 - Pubblicazione: 23 settembre 2016 - Etichetta: Pelo Music - Formati: CD                    | -         | -         | -         |                            |
| 2018 | Greatest Feats - Pubblicazione: 3 agosto 2018 - Etichetta: Pelo Music - Formati: CD, download digitale          | -         | -         | -         |                            |
| 2018 | The History 2002-2007 - Pubblicazione: 9 novembre 2018 - Etichetta: Pelo Music - Formati: CD, download digitale | -         | -         | -         |                            |

### Live
| Anno | Titolo | Posizione | Posizione | Posizione | Certificazioni                                             |
| Anno | Titolo | ARG       | MX        | SPA       | Certificazioni                                             |
| ---- | --- | --------- | --------- | --------- | ---------------------------------------------------------- |
| 2005 | En vivo sin restricciones! - Pubblicazione: 2005 - Etichetta: EMI Music - Formati: CD, download digitale               | -         | -         | -         | - CAPIF (Argentina): Platino                               |
| 2007 | El disco de tu corazón + vivo - Pubblicazione: 5 giugno 2007 - Etichetta: Pelo Music - Formati: CD, download digitale  | 9         | -         | -         | - AMPROFON (Messico): Platino - CAPIF (Argentina): Platino |
| 2009 | Miranda Directo! - Pubblicazione: 10 novembre 2009 - Etichetta: Pelo Music - Formati: CD, download digitale, streaming | -         | -         | -         |                                                            |
| 2012 | Luna magistral - Pubblicazione: 27 aprile 2012 - Etichetta: Pelo Music - Formati: CD, download digitale, streaming     | -         | -         | -         |                                                            |
| 2015 | Miranda! Vivo - Pubblicazione: 11 dicembre 2015 - Etichetta: Pelo Music - Formati: CD, download digitale, streaming    | -         | -         | -         |                                                            |

## EP
| Anno | Titolo | Posizione | Posizione | Posizione | Certificazioni |
| Anno | Titolo | ARG       | MX        | SPA       | Certificazioni |
| ---- | --- | --------- | --------- | --------- | -------------- |
| 2006 | Quereme! Tributo a las telenovelas - Pubblicazione: 20 luglio 2006 - Etichetta: Pelo Music - Formati: CD, download digitale, streaming | -         | -         | -         |                |
| 2019 | Precoz - Pubblicazione: 13 dicembre 2019 - Etichetta: Sony Music - Formati: CD, download digitale, streaming                           | -         | -         | -         |                |

## Singoli
Come artisti principali
| Anno | Singolo                                             | Classifiche | Classifiche | Classifiche | Classifiche | Classifiche | Classifiche | Classifiche | Classifiche | Classifiche | Album                           | Fonti                              |
| Anno | Singolo                                             | ARG         | CHI         | COL         | ECU Pop     | MEX         | NIC Pop     | PAR         | PER         | URU         | Album                           | Fonti                              |
| ---- | --------------------------------------------------- | ----------- | ----------- | ----------- | ----------- | ----------- | ----------- | ----------- | ----------- | ----------- | ------------------------------- | ---------------------------------- |
| 2003 | Bailarina                                           | -           | -           | -           | -           | -           | -           | -           | -           | -           | Es mentira                      | -                                  |
| 2003 | Imán                                                | -           | -           | -           | -           | -           | -           | -           | -           | -           | Es mentira                      | -                                  |
| 2003 | Tu juego                                            | -           | -           | -           | -           | -           | -           | -           | -           | -           | Es mentira                      | -                                  |
| 2004 | Romix                                               | -           | -           | -           | -           | -           | -           | -           | -           | -           | Es mentira                      | -                                  |
| 2004 | Agua                                                | -           | -           | -           | -           | -           | -           | -           | -           | -           | Es mentira                      | -                                  |
| 2004 | Yo te diré                                          | 17          | 4           | -           | -           | -           | -           | -           | -           | -           | Sin restricciones               | [ 13 ]                             |
| 2004 | Navidad                                             | -           | -           | -           | -           | -           | -           | -           | -           | -           | Sin restricciones               |                                    |
| 2005 | Don                                                 | -           | 2           | -           | -           | -           | -           | -           | -           | -           | Sin restricciones               | [ 14 ]                             |
| 2005 | El profe                                            | -           | -           | -           | -           | -           | -           | -           | -           | -           | Sin restricciones               |                                    |
| 2006 | Uno los dos                                         | -           | -           | -           | -           | -           | -           | -           | -           | -           | Sin restricciones               |                                    |
| 2006 | Traición                                            | 12          | -           | -           | -           | -           | -           | -           | -           | -           | Sin restricciones               | [ 15 ]                             |
| 2007 | Prisionero                                          | 1           | 31          | -           | -           | -           | -           | -           | -           | -           | El disco de tu corazón          | [ 16 ] [ 17 ]                      |
| 2007 | Perfecta (feat. Julieta Venegas)                    | 3           | 20          | 2           | -           | 3           | -           | -           | 26          | -           | El disco de tu corazón          | [ 18 ] [ 19 ] [ 20 ] [ 21 ] [ 22 ] |
| 2007 | Enamorada                                           | 4           | 91          | -           | -           | 97          | -           | -           | -           | 36          | El disco de tu corazón          | [ 23 ] [ 24 ] [ 25 ] [ 26 ]        |
| 2008 | Hola                                                | -           | -           | -           | -           | -           | -           | -           | -           | -           | El disco de tu corazón          |                                    |
| 2009 | Mentía                                              | -           | 8           | -           | -           | -           | -           | -           | -           | -           | Miranda es imposible!           | [ 27 ]                             |
| 2009 | Lo que siento por ti                                | -           | -           | -           | -           | -           | -           | -           | -           | -           | Miranda es imposible!           |                                    |
| 2010 | Tu misterioso alguien                               | 2           | -           | -           | -           | -           | -           | -           | -           | -           | Miranda es imposible!           | [ 28 ]                             |
| 2010 | Ritmo y decepción                                   | 12          | -           | -           | -           | -           | -           | -           | -           | -           | Magistral                       | [ 29 ]                             |
| 2011 | Ya lo sabía                                         | 4           | -           | -           | -           | -           | -           | -           | -           | -           | Magistral                       | [ 30 ]                             |
| 2012 | Dice lo que siente                                  | -           | -           | -           | -           | -           | -           | -           | -           | -           | Magistral                       |                                    |
| 2012 | Puro talento                                        | -           | -           | -           | -           | -           | -           | -           | -           | -           | Magistral                       | -                                  |
| 2013 | Extraño                                             | 19          | -           | -           | -           | -           | -           | -           | -           | -           | Safari                          | [ 31 ]                             |
| 2014 | Fantasmas                                           | 11          | -           | -           | -           | -           | -           | -           | -           | -           | Safari                          | [ 32 ]                             |
| 2015 | Nadie como tú                                       | -           | -           | -           | -           | -           | -           | -           | -           | -           | Safari                          |                                    |
| 2016 | 743                                                 | 13          | -           | -           | -           | -           | -           | -           | -           | 13          | Fuerte                          | [ 33 ] [ 34 ]                      |
| 2017 | Quiero vivir a tu lado                              | 17          | -           | -           | -           | -           | -           | -           | -           | 15          | Fuerte                          | [ 35 ] [ 36 ]                      |
| 2017 | En esta noche                                       | 7           | -           | -           | -           | -           | -           | -           | -           | -           | Fuerte                          | [ 37 ]                             |
| 2017 | Enero                                               | -           | -           | -           | -           | -           | -           | -           | -           | -           | Fuerte                          |                                    |
| 2017 | Cálido y rojo                                       | -           | -           | -           | -           | -           | -           | -           | -           | -           | Fuerte                          |                                    |
| 2018 | Tu padre                                            | 20          | -           | -           | -           | -           | -           | -           | -           | -           | Fuerte                          | [ 38 ]                             |
| 2018 | Lejos de vos                                        | -           | -           | -           | -           | -           | -           | -           | -           | -           | Singolo non incluso in un album |                                    |
| 2018 | La colisión                                         | -           | -           | -           | -           | -           | -           | -           | -           | -           | Singolo non incluso in un album |                                    |
| 2019 | Me gustas tanto                                     | 74          | -           | -           | -           | -           | -           | -           | -           | -           | Souvenir                        | [ 39 ]                             |
| 2019 | Un tiempo                                           | -           | -           | -           | -           | -           | -           | -           | -           | -           | Souvenir                        |                                    |
| 2020 | Casi feliz                                          | -           | -           | -           | -           | -           | -           | -           | -           | 13          | Souvenir                        | [ 40 ]                             |
| 2020 | Luna de papel                                       | 79          | -           | -           | -           | -           | -           | -           | -           | -           | Souvenir                        | [ 41 ]                             |
| 2020 | Entre las dos (feat. Javiera Mena)                  | -           | -           | -           | -           | -           | -           | -           | -           | -           | Souvenir                        |                                    |
| 2021 | Por amar al amor                                    | 97          | -           | -           | -           | -           | -           | -           | -           | 13          | Souvenir                        | [ 42 ]                             |
| 2022 | El arte de recuperarte                              | -           | -           | -           | -           | -           | -           | -           | -           | -           | Singolo non incluso in un album |                                    |
| 2022 | Dos (feat. Dillom)                                  | 81          | -           | -           | -           | -           | -           | -           | -           | -           | Singolo non incluso in un album | [ 43 ]                             |
| 2022 | Don (feat. Ca7riel)                                 | 40          | -           | -           | -           | -           | -           | -           | -           | -           | Hotel Miranda!                  | [ 44 ]                             |
| 2022 | Navidad (feat. Bandalos Chinos)                     | -           | -           | -           | -           | -           | -           | -           | -           | -           | Hotel Miranda!                  |                                    |
| 2023 | Yo te diré (feat. Lali Espósito)                    | 26          | -           | -           | -           | -           | -           | -           | -           | -           | Hotel Miranda!                  | [ 45 ]                             |
| 2023 | Uno los dos (feat. Emilia Mernes)                   | 15          | -           | -           | -           | -           | -           | -           | -           | -           | Hotel Miranda!                  | [ 46 ]                             |
| 2023 | Prisionero (feat. Cristian Castro)                  | 61          | -           | -           | -           | -           | -           | -           | -           | -           | Hotel Miranda!                  | [ 47 ]                             |
| 2023 | Perfecta (Versión 2023) (feat. María Becerra e FMK) | 6           | -           | -           | 7           | -           | 14          | 12          | -           | 14          | Hotel Miranda!                  | [ 48 ] [ 49 ] [ 50 ] [ 51 ] [ 52 ] |

Come artisti ospiti
| Anno | Singolo                                                           | Classifiche | Album                           | Fonti  |
| Anno | Singolo                                                           | ARG         | Album                           | Fonti  |
| ---- | ----------------------------------------------------------------- | ----------- | ------------------------------- | ------ |
| 2019 | La memoria de los sentimientos (Santiago Cruz featuring Miranda!) | -           | Elementales                     | -      |
| 2020 | Niebla rosada (En vivo) (Babi featuring Miranda!)                 | -           | Singolo non incluso in un album | -      |
| 2020 | Cálido y rojo (Benjamin Amadeo featuring Miranda!)                | 89          | Singolo non incluso in un album | [ 53 ] |
| 2021 | Pasaporte (Celli featuring Miranda!)                              | -           | Reset, las sesiones             | -      |
| 2021 | Juan y Paul (Esteman featuring Miranda!)                          | -           | Si volviera a nacer             | -      |
| 2021 | Respirar (URI featuring Miranda!)                                 | -           | Singolo non incluso in un album | -      |
| 2022 | Papeles (Oscu featuring Miranda!)                                 | -           | Singolo non incluso in un album | -      |
| 2022 | Cuento los días (Bambi featuring Miranda!)                        | -           | República de la nostalgia       | -      |